# The Great Gig in the Sky
The Great Gig in the Sky és una cançó del grup britànic de rock progressiu Pink Floyd apareguda a l'àlbum The Dark Side of the Moon de l'any 1973. La cançó inclou música del teclista Richard Wright i veus improvisades i sense paraules de la cantant de sessió Clare Torry. És una de les tres úniques cançons de Pink Floyd que inclouen la veu principal d'un artista extern. The Great Gig in the Sky es va publicar com a senzill digital el 10 de febrer de 2023 per promocionar la col·lecció del 50è aniversari de The Dark Side of the Moon.

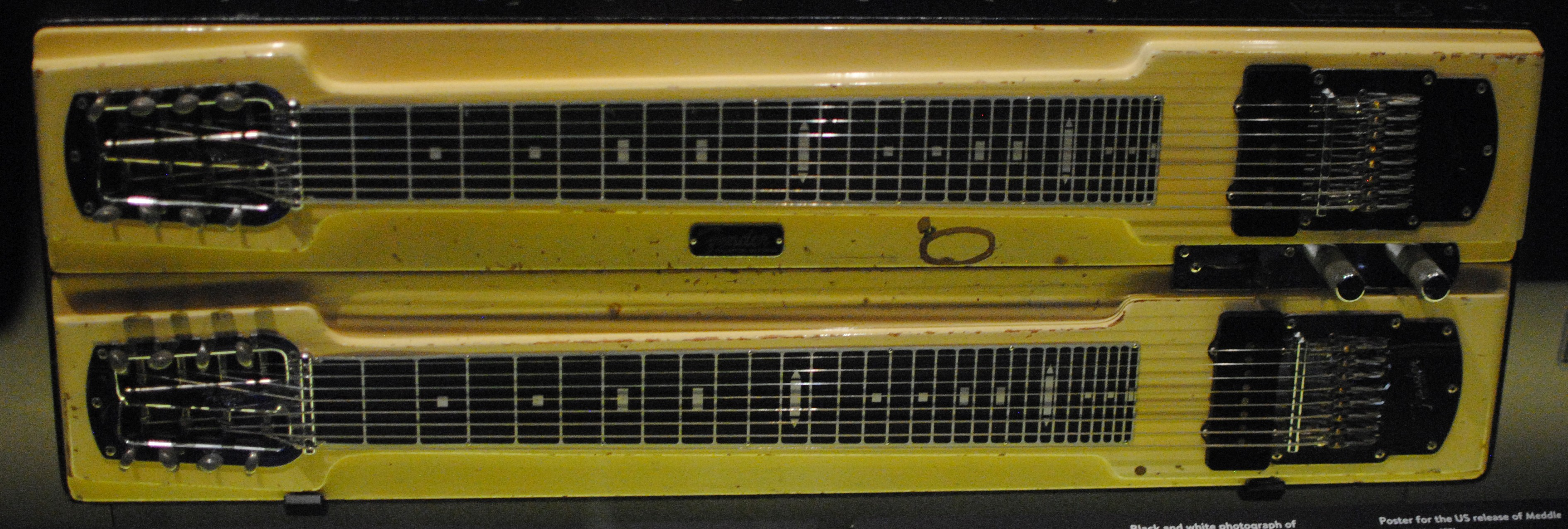
Guitarra de doble màstil Fender 'Duo 1000' (1962), que David Gilmour comprà a Seattle l'octubre de 1970 by David Gilmour, i es va fer servir per 'Great Gig in the Sky'. Està en exposició a Pink Floyd: Their Mortal Remains

Aquesta peça és una improvisació vocal de Clare Torry, a partir d'una base musical del grup, composta per Richard Wright, que va buscar una veu per a la pista. Es va presentar la possibilitat de comptar amb Torry i aquesta, abans d'enregistrar-la, va rebre l'ordre de pensar en l'horror i en la mort i cantar-ho. Després de l'enregistrament, va sortir i es va excusar pensat que havia cantat molt malament. Amb tot, Torry havia marcat profundament el sentiment i havia donat una molt bona veu a la peça.
Se li van pagar 30£ per la feina d'un diumenge d'enregistrament. Més tard, però, va denunciar Pink Floyd i EMI per cobrar royalties i perquè el seu nom aparegués en els crèdits de la peça, ja que ella s'havia inventat la lletra. Es va arribar a un acord i en el DVD recull P*U*L*S*E ja apareix com a coautora juntament amb Wright.

## Lletra
A 0:38 : And I am not afraid of dying. Any time will do; I don't mind. Why should I be frightened of dying? There's no reason for it—you've gotta go sometime.
A 3:33 :  I never said I was frightened of dying.

## Crèdits
- Clare Torry - veu
- David Gilmour - lap steel
- Richard Wright - piano, orgue Hammond
- Roger Waters - baix, efectes sonors
- Nick Mason - bateria, percussions